# Cimetière ancien de Saint-Jean-de-Luz
Le cimetière ancien, cimetière du Calvaire ou Aïcé Errota (en basque), est un des cimetières communaux de la ville de Saint-Jean-de-Luz dans les Pyrénées-Atlantiques. Le plus ancien de la ville, il a ouvert en 1857 sur une hauteur et offre une vue panoramique sur la Rhune au loin. Il n'est plus ouvert aux nouvelles inhumations, sauf pour les concessions déjà existantes.

## Description
Construit sur une pente douce, il est dominé par un grand calvaire et offre une vue sur la ville. Il possède encore des tombes anciennes, mais très peu de chapelles étant construit sur une dune, à l'exception d'une, massive en forme pyramidale, et quelques autres. On remarque quelques stèles basques. Un certain nombre de sépultures portent des noms étrangers, britanniques ou espagnols, ou aristocratiques, lorsque Saint-Jean-de-Luz était une station hivernale prisée des touristes aisés avant la guerre de 1914-1918, puis une station balnéaire de la belle saison.

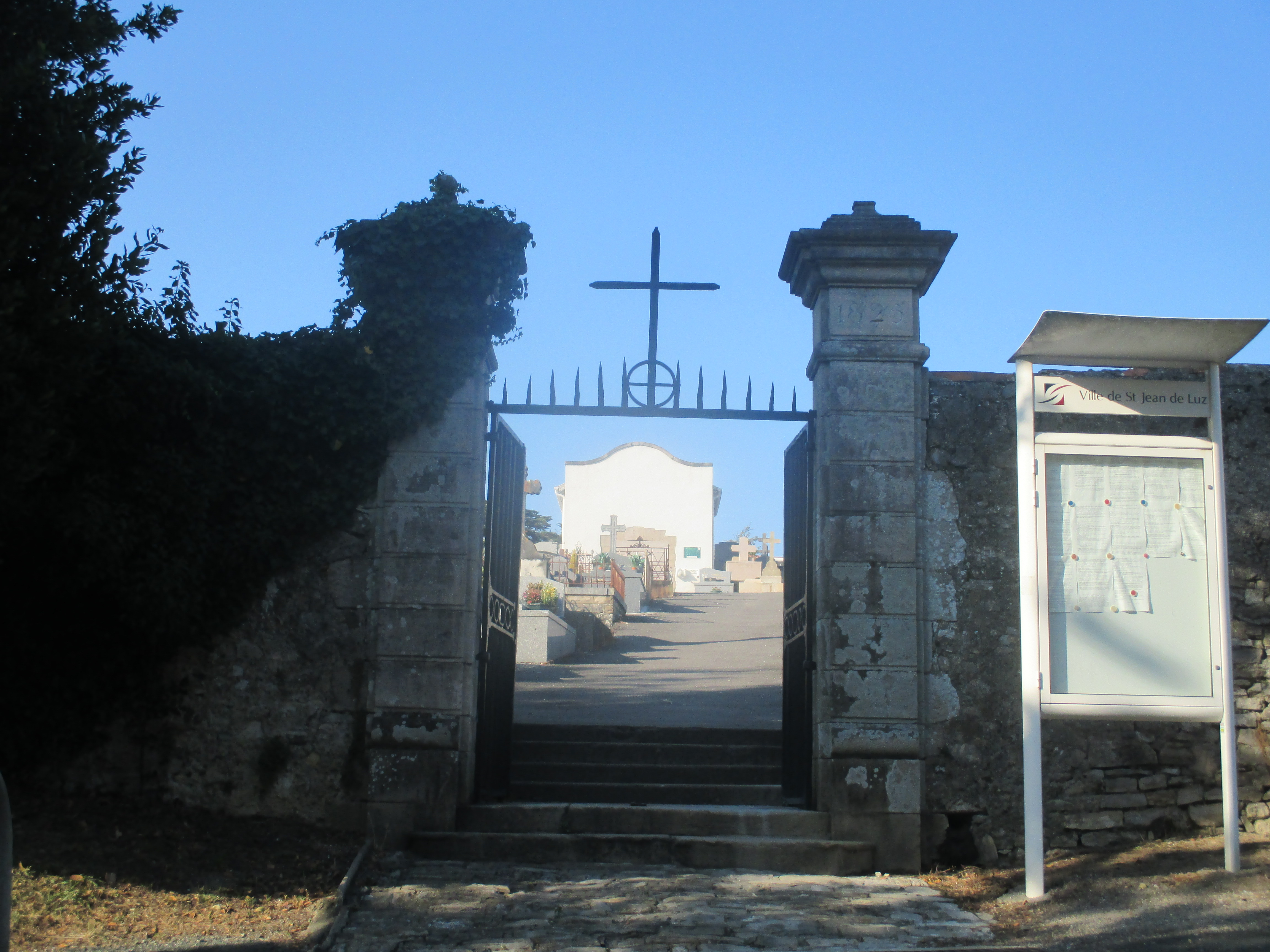
Entrée basse.
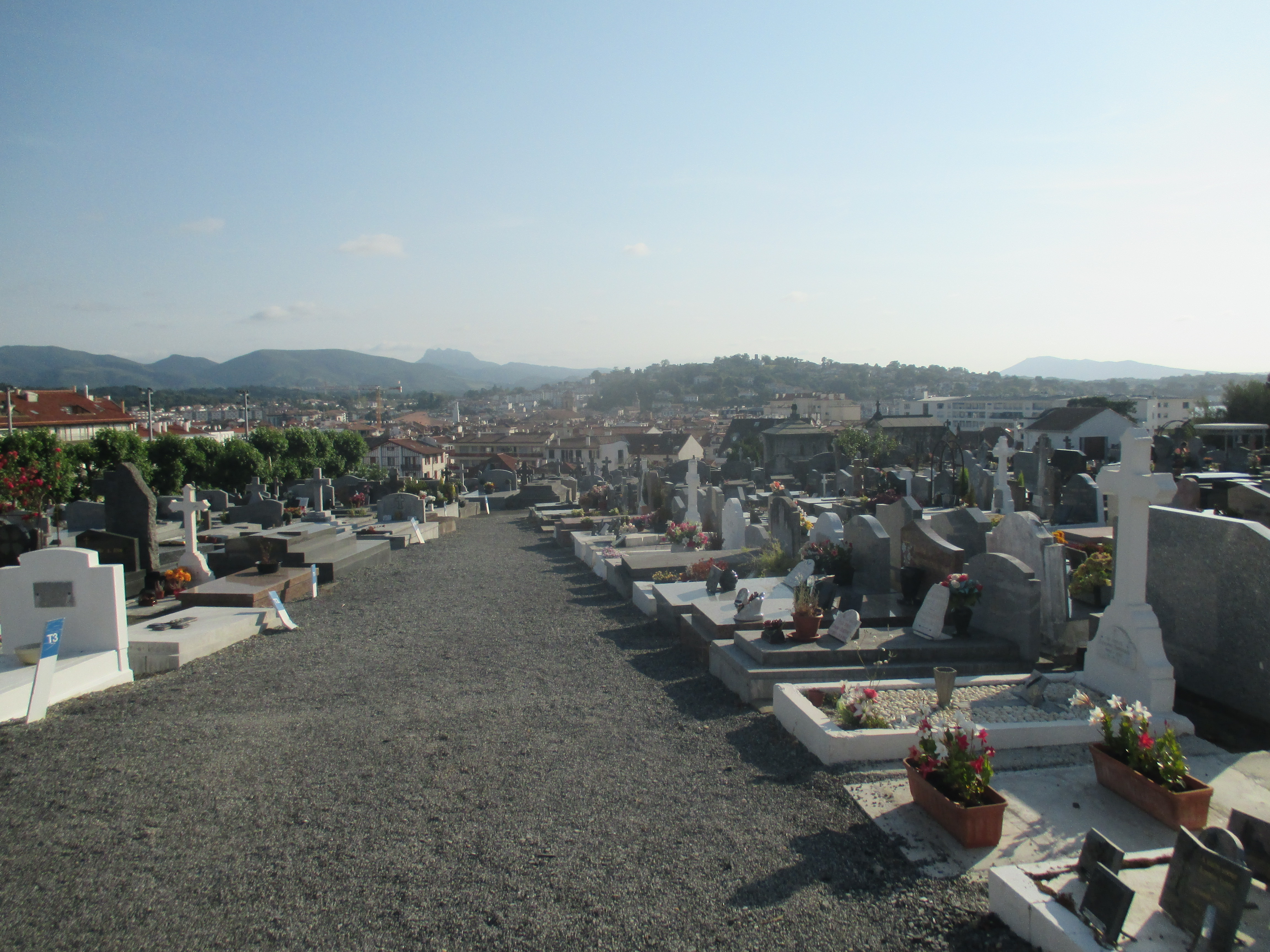
Allée principale.
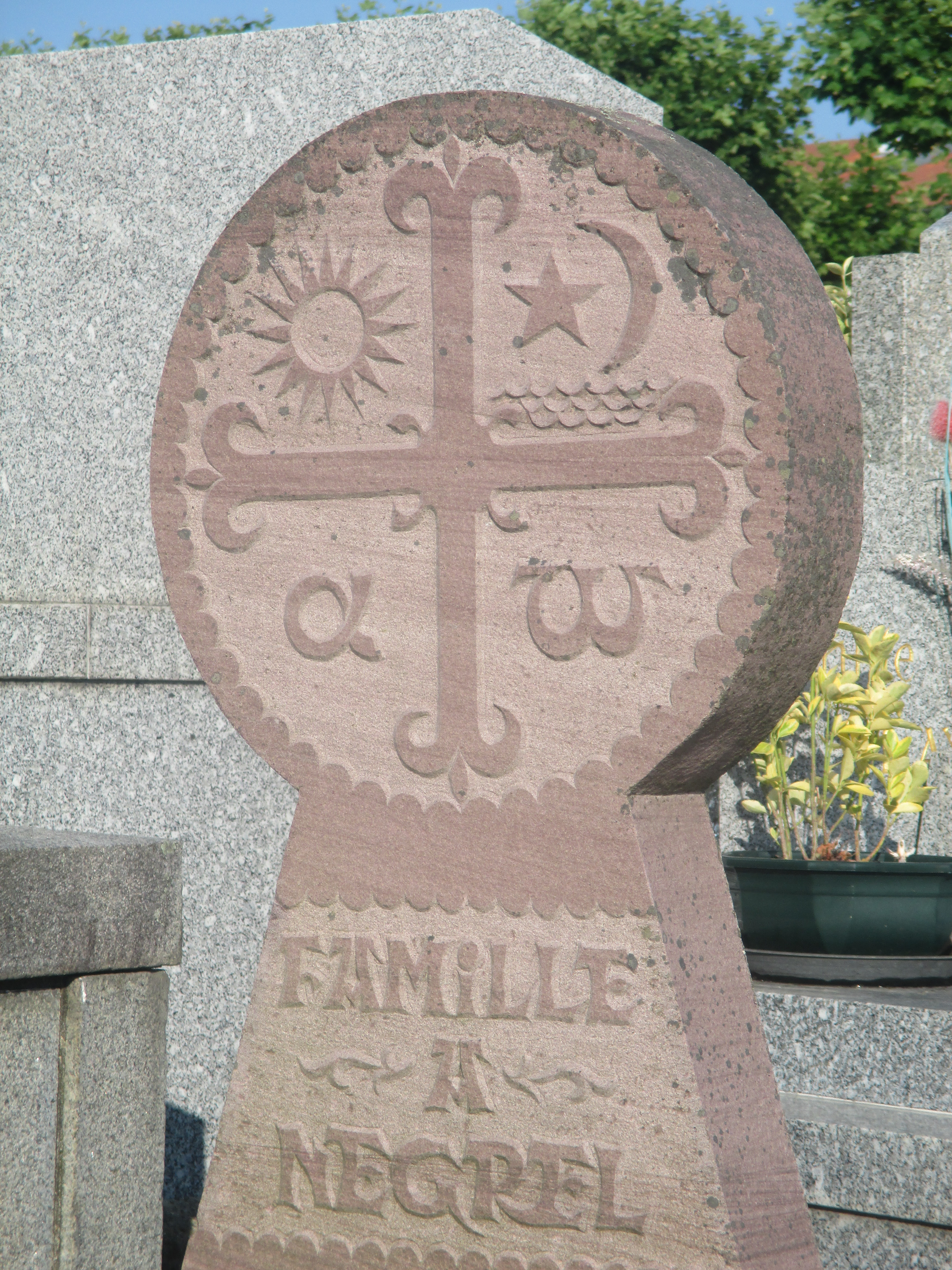
Stèle basque moderne.

## Personnalités
- José Antonio Aguirre (1904-1960), homme politique espagnol autonomiste basque mort en exil ;
- Ramiro Arrue (1892-1971), peintre et illustrateur basque espagnol résident luzien[2] ;
- Membres des descendants des bijoutiers Chaumet ;
- Pierre Etchebaster (1893-1980), champion du monde de paume ;
- George Gissing (1857-1903), écrivain britannique ;
- Ernest William Hornung (1866-1921), auteur britannique de romans policiers, beau-frère de Conan Doyle ;
- André Pavlovsky (1891-1961), architecte ;
- Maxime Réal del Sarte (1888-1954), sculpteur (section B, médaillon de Jeanne d'Arc) ;
- Yves Réal del Sarte (1891-1979), compositeur, frère du précédent (section D, dans la sépulture de la famille de son épouse née Gaigneron de Marolles) ;
- Jacques Thibaud (1880-1953), violoniste (section D).

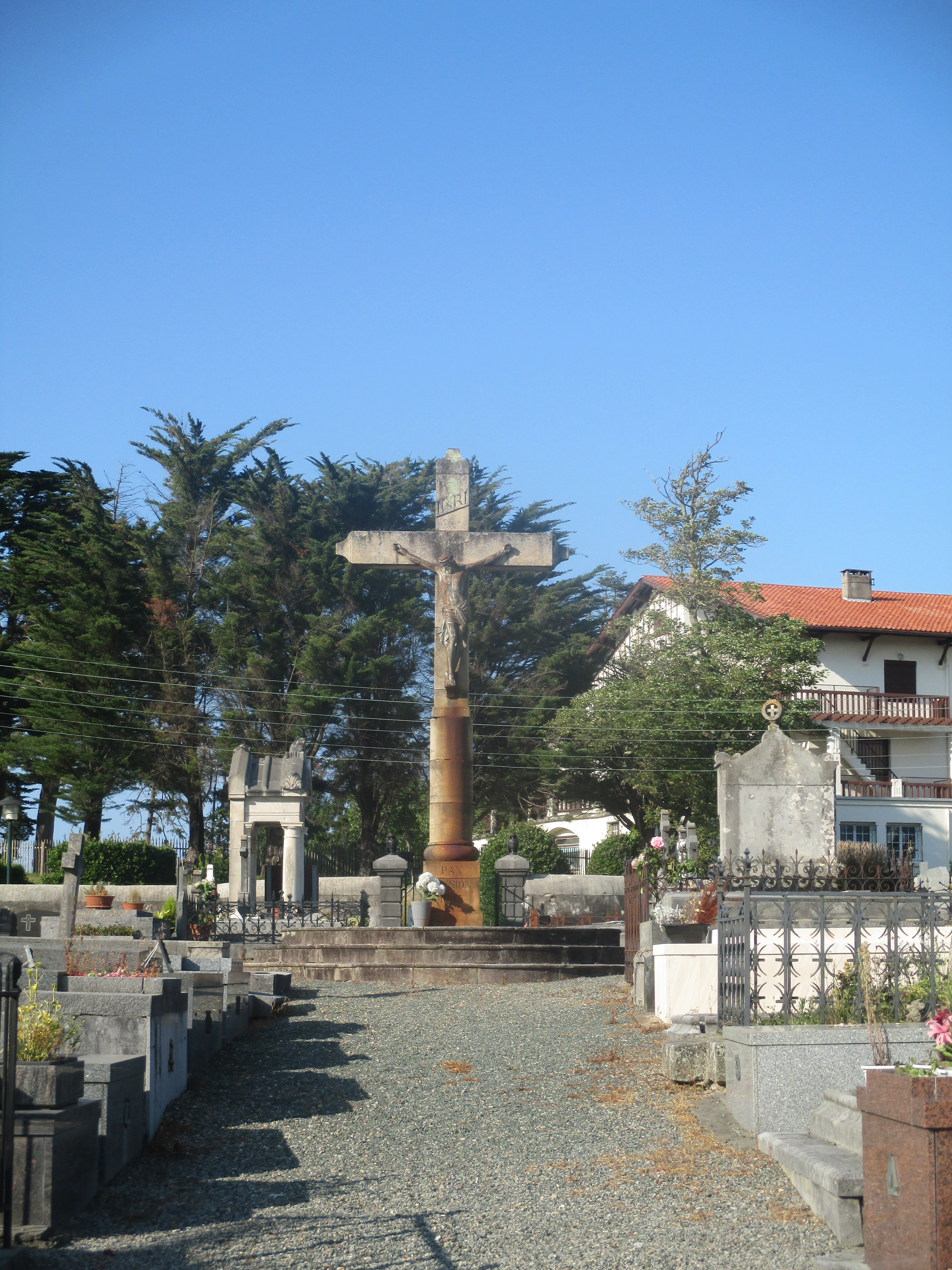
Calvaire dans la partie haute.
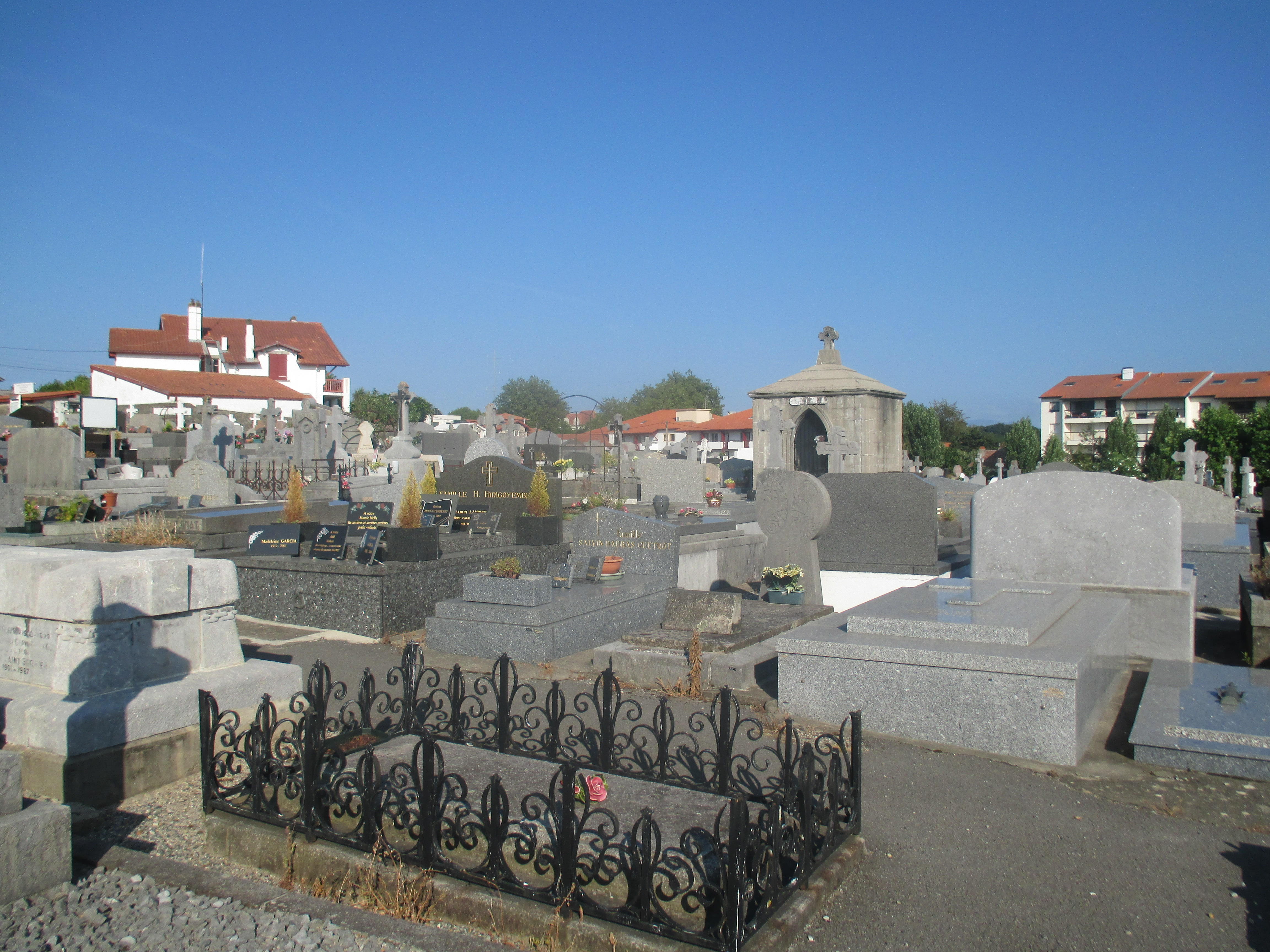
Partie haute du cimetière.
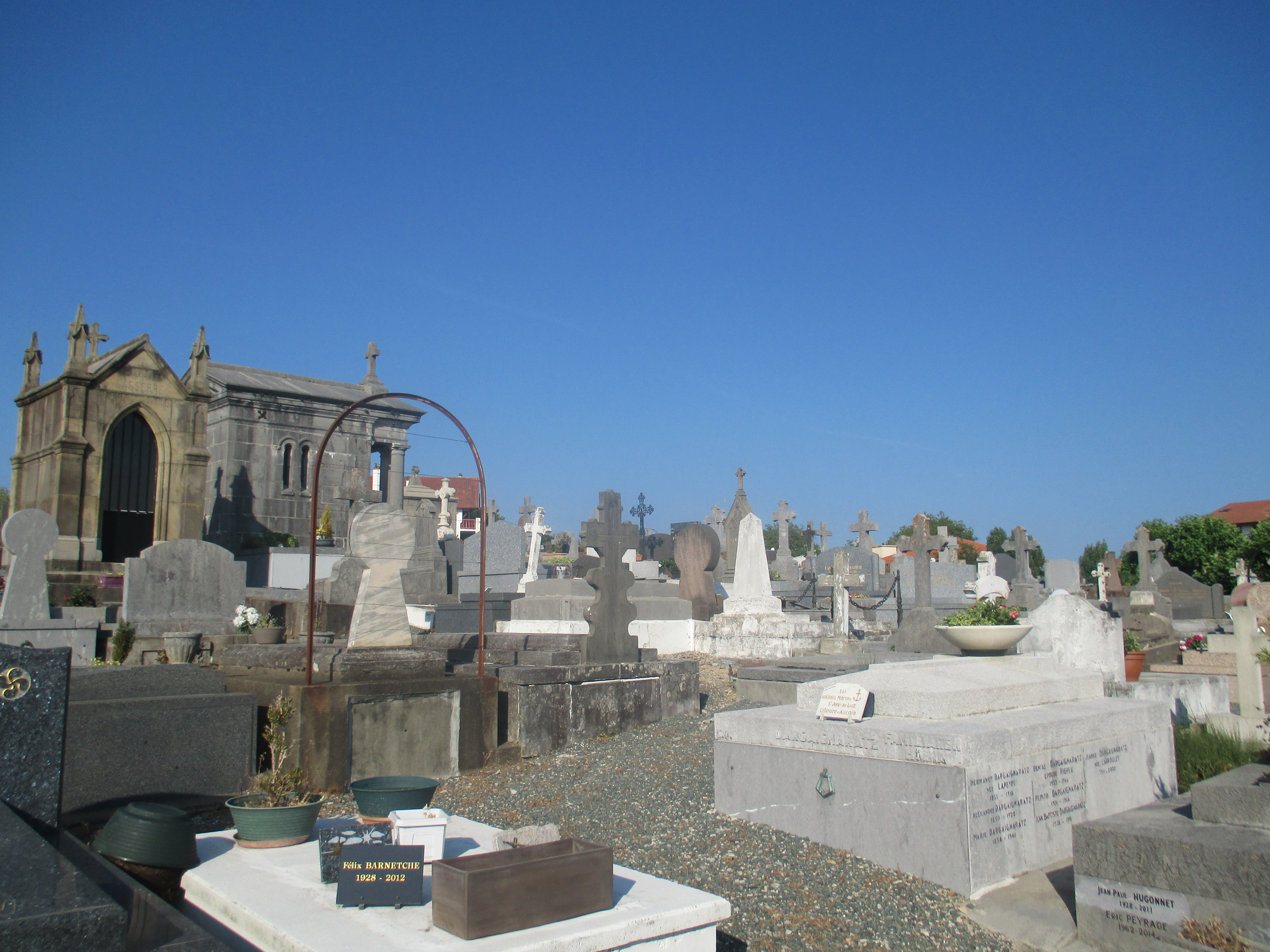
Vue du cimetière.
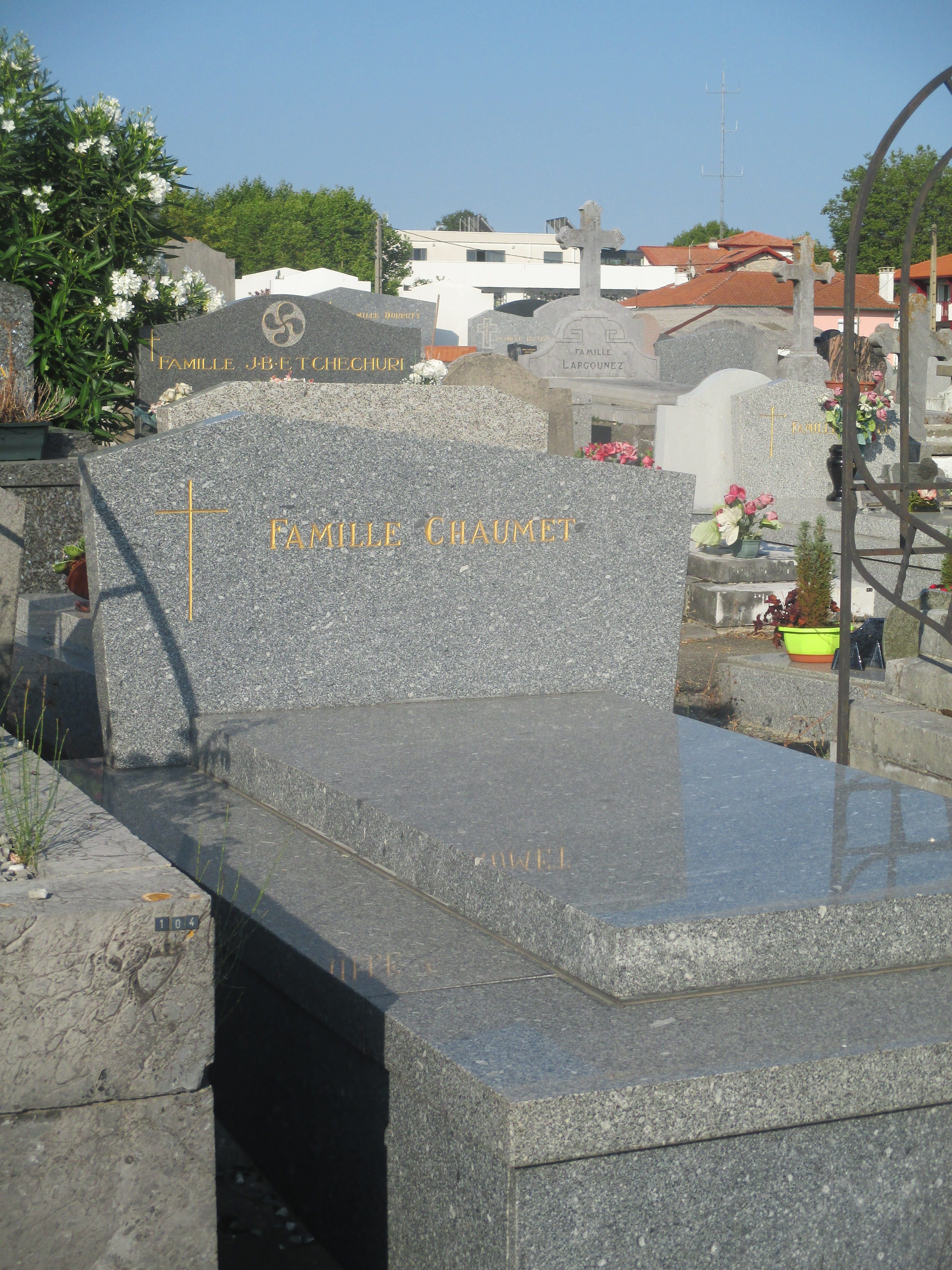
Sépulture Chaumet.